# Carl Auer von Welsbach
Carl Auer von Welsbach, född 1 september 1858 i Wien, död 4 augusti 1929 i Mölbling, Kärnten, var en österrikisk kemist och uppfinnare. Han var son till Therese och Alois Ritter Auer von Welsbach. Efter honom uppkallades Auers glödljus, som var en förbättring av gasljuset.

## Biografi
Auer von Welsbach hade inte enbart talang för upptäckter utan även en förmåga att göra upptäckterna till användbara kommersiella produkter. Han tillskrivs upptäckterna av grundämnena praseodym (59Pr) och neodym (60Nd). Parallellt med men oberoende av den franske kemisten Georges Urbain tog han även fram ytterbium (70Yb) och lutetium (71Lu), men han kallade dem aldebaranium och cassiopeium. 1878 började Auer studera bland annat kemi på universitetet i Wien. Två år senare på universitetet i Heidelberg under  Robert Bunsens ledning. Där påbörjade han undersökningar med jordsalter. Efter sin doktorsdisputation i maj 1882 återvände han till Wien för att fortsätta undersökningarna. Genom flera försök kunde han 1885 för första gången separera didymium vilket resulterade i de sällsynta jordartsmetallerna praseodym och neodym.
Auer von Welsbach invaldes 1925 som utländsk ledamot av Kungliga Vetenskapsakademien. Han gifte sig med Marie Nimpfer 1899 och de fick fyra barn.

## Uppfinningar
- Under användande av torium och ceriumoxid utvecklade han den glödstrumpa, vilken han 1885 fick patent för, och kring vilken Auerlampan är konstruerad.
- Ett annat patent erhöll han 1903 för sin "tändsten", bestående av en legering med 70 procent cerium och 30 procent järn, senare kallad Auermetall. Skrapad eller slagen mot metall skapar tändstenen en gnista. Detta system finns bland annat i olika tändare och tändare för gasspisar. År 1907 grundade han bolaget Treibacher Chemische Werke för att tillverkning och marknadsföring.